# Dobrajc
Dobrajc je priimek v Sloveniji, ki ga je po podatkih Statističnega urada Republike Slovenije na dan 1. januarja 2010 uporabljalo 140 oseb in je med vsemi priimki po pogostosti uporabe uvrščen na 3.201. mesto.

## Znani nosilci priimka
- Albin Dobrajc (1908-1980), pravnik, sodnik
- Jože Dobrajc, jazz-glasbenik, saksofonist
- Polonca Dobrajc (*1960), pravnica, političarka
- Tina Dobrajc (*1984), slikarka